# Родомонт

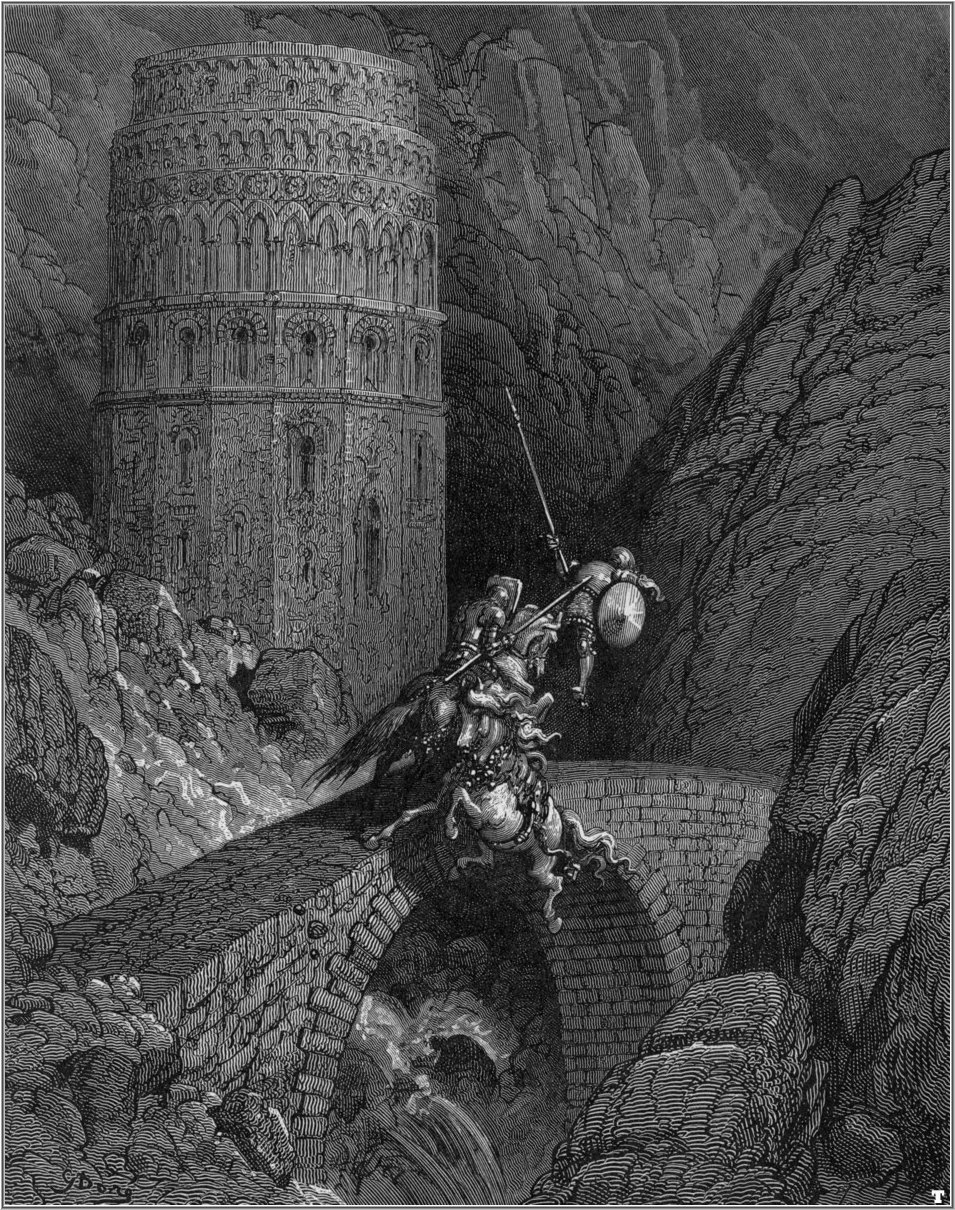
Родомонт защищает свой мост. Иллюстрация Гюстава Доре

Родомо́нт (итал. Rodomonte) — персонаж поэм Маттео Боярдо «Влюблённый Роланд» и Лодовико Ариосто «Неистовый Роланд»; царь Алжира и полководец царя Африки Аграманта, хвастливый и высокомерный.

## Влюблённый Роланд
Аграмант собрался в поход на Францию, но задерживается из-за поисков Руджьера. Родомонт, не дожидаясь основных сил и невзирая на бурю, приказывает флоту выйти в море. К берегу Франции пристает едва одна треть Родомонтова войска, остальные канули в пучине. На берегу уже выстроились отряды защитников; Родомонт один обращает их в бегство. К христианам подходят подкрепления: с одного фланга сарацинам угрожает лангобардский король Дезидерий, с другого баварский герцог Наим, одним из отрядов которого командует Брадаманта. Родомонт в одиночку сокрушает многотысячный отряд Наима, в то время как Дезидерий обращает в бегство всё остальное войско Родомонта. Родомонт истребляет лангобардское войско, а затем и пришедшее на выручку венгерское, и схватывается с Ринальдом. Ночью, услышав, что Ринальд якобы отъехал в Арденны, устремляется за ним, а остатки его войск грузятся на корабли и отплывают восвояси.
На пути в Арденны Родомонт схватывается с Феррагусом. Мимо скачет вестник, посланный к Карлу из Монтальбана, осажденного королём Марсилием. Узнав о том, что испанский король вторгся во Францию, Родомонт и Феррагус заключают мир и отправляются на помощь Марсилию. Малагис пытается преградить им путь, напуская на них полчище демонов, но сарацинские рыцари, шутя, справляются с чертями и захватывают в плен Малагиса и Вивиана.
Родомонт и Феррагус прибывают к Монтальбану. Туда же подходит войско Карла. Генеральное сражение. Родомонт схватывается с Роландом. Чудовищным ударом Родомонт оглушает Роланда, но в это время из засады выходит полк Брадаманты, сея панику среди сарацинов. Брадаманта вступает в бой с Родомонтом, но когда войско Карла отступает к Парижу, просит отложить бой. Родомонт отказывает, и Руджьер, свидетель его нелюбезного отказа, бросает ему вызов. Родомонт признает себя побежденным.

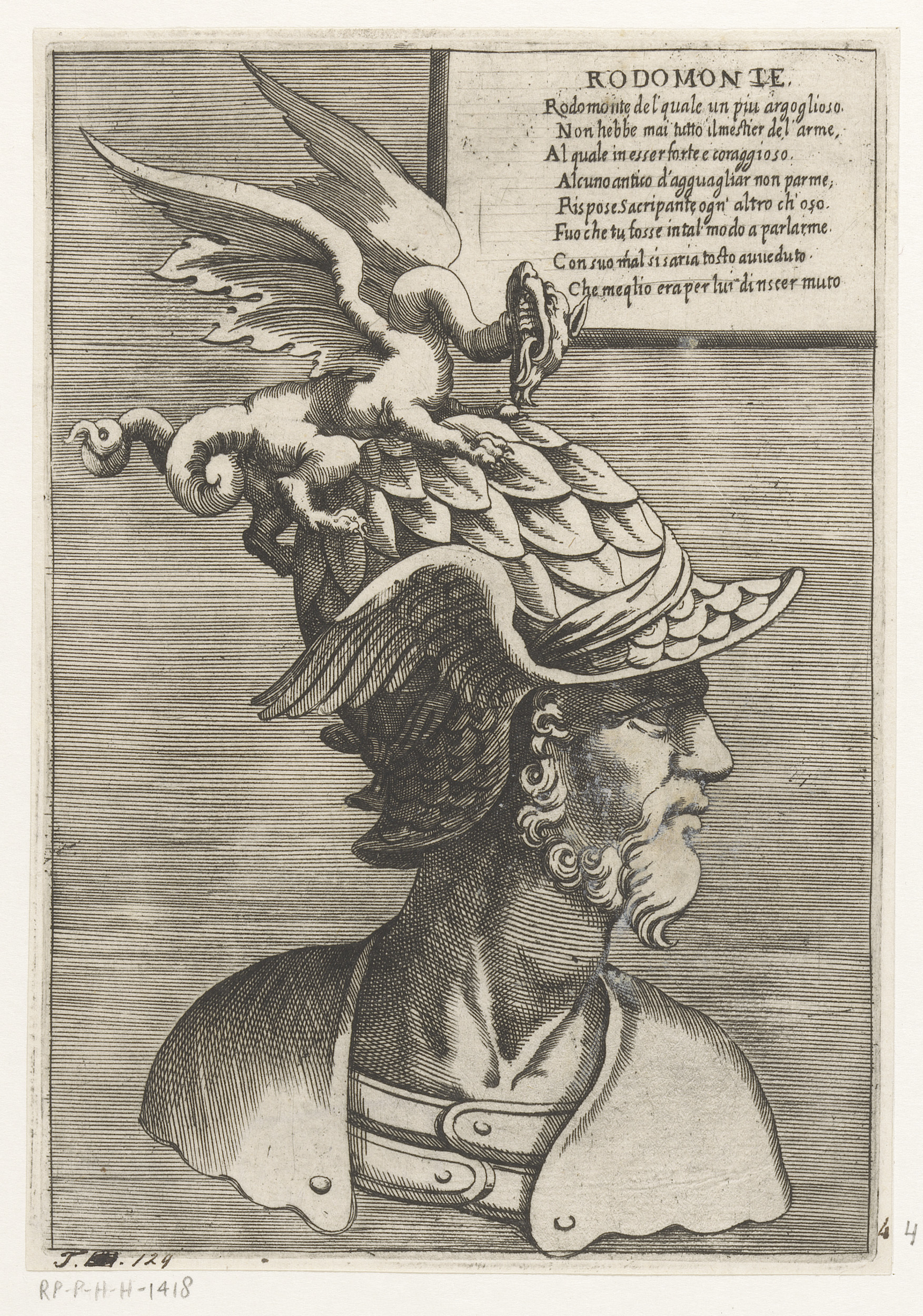
Родомонт (гравюра XVI века)

## Неистовый Роланд
Штурм Парижа. На Родомонта нападает Карл Великий. Родомонт прорывается из города. Тем временем Распря, спеша к сарацинам, приносит Родомонту весть о Доралисе и Мандрикарде. Родомонт бросается на поиски их. Он настигает Мандрикарда и бьётся с ним, но Доралиса и вестник Аграманта их разнимают. Вместе они едут к Парижу. Там они заставляют Карла отступить с уроном, но тут между Родомонтом, Мандрикардом, Градассом и Скарипантом вспыхивает ссора. Доралиса делает выбор в пользу Мандрикарда, и Родомонт покидает сарацинский стан, проклиная женский род.
По пути на юг он встречает Изабеллу с отшельником. Родомонт расправляется с отшельником и подступает с любовью к Изабелле. Изабелла сулит Родомонту зелье неуязвимости и для мнимой пробы подставляет отсечь себе голову. Родомонт воздвигает Изабелле гробницу и украшает её трофеями проходящих рыцарей, лишь с Роландом он не сумел справиться.
Узнав о свадьбе Руджьера, бросает ему вызов и погибает в схватке.